# Hybos taiwanensis
Hybos taiwanensis är en tvåvingeart som beskrevs av Yang 2006. Hybos taiwanensis ingår i släktet Hybos och familjen puckeldansflugor.
Artens utbredningsområde är Taiwan. Inga underarter finns listade i Catalogue of Life.